# King Juan Carlos I of Spain Center
O King Juan Carlos I of Spain Center (em português: Centro Rei João Carlos I de Espanha) é um centro de pesquisa da Escola de Graduação em Artes e Ciências da Universidade de Nova Iorque, nos Estados Unidos, voltado à promoção de estudos sobre a língua castelhana e a cultura hispânica. O centro organiza inúmeras palestras, open houses, eventos e seminários que são gratuitos e abertos ao público.

## História

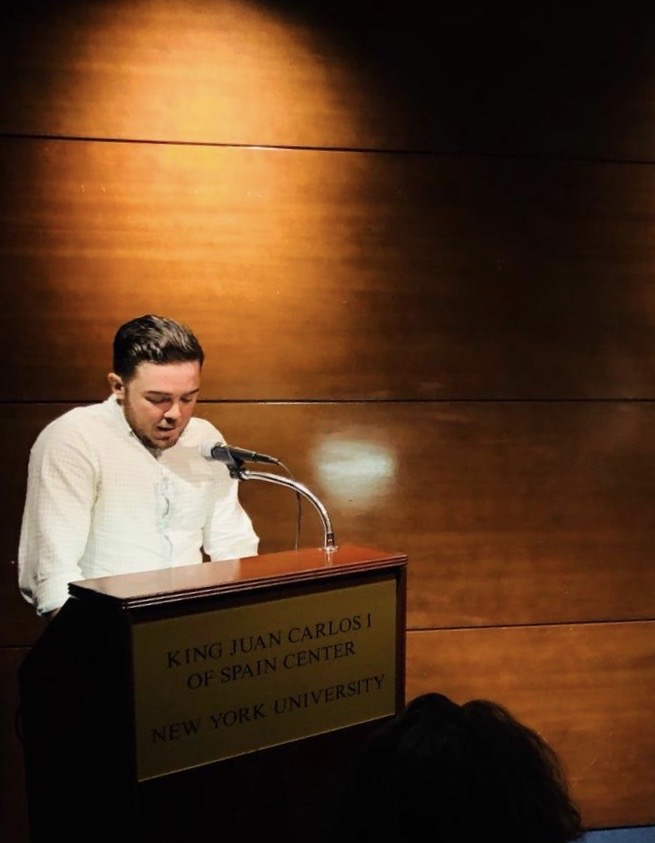
O escritor espanhol Carlos Contreras Elvira durante uma conferência no King Juan Carlos I of Spain Center.

O centro foi concebido na década de 1980 e finalmente fundado em abril de 1997 por John Brademas, presidente da Universidade de Nova Iorque. O centro foi inaugurado com a presença do próprio rei João Carlos I, da rainha Sofia e da então primeira-dama dos Estados Unidos, Hillary Clinton. O centro homenageia o monarca por sua liderança e defesa da democracia durante a Transição Espanhola.

## Benfeitores
O centro tem vários benfeitores que apoiam a pesquisa do centro com fundações espanholas e americanas e empresas como Grupo Endesa, Renfe Operadora, Coca-Cola, Iberdrola, Morgan Stanley, Pfizer, Telefónica.